# Alta kommun
Alta kommun (norska: Alta kommune, nordsamiska: Álttá gielda, kvänska: Alattion komuuni) är en kommun i Finnmark fylke i norra Norge. Kommunens centralort är staden Alta.
Alta kommun gränsar till Kvænangens kommun i väster och omfattar fastlandet runt Altafjorden och delar av öarna Stjernøya och Seiland. Den gränsar till Loppa och Hasviks kommuner i nordväst. Kommunen sträcker sig vidare in mot fjällvidderna och gränsar i nordöst mot Hammerfests kommun, i öster mot Porsangers och Karasjoks kommuner samt i söder mot Kautokeino kommun.
Med sina 19 103 invånare är Alta kommun den folkrikaste kommunen i Finnmark fylke. Utöver centralorten Alta, som består av de tre sammanväxta orterna Bossekop, Elvebakken och Bukta, finns i kommunen Talvik (som fram till 1964 var huvudort i Talviks kommun), Kåfjord och Rafsbotn.
Altaälven flyter genom kommunen och mynnar ut i Altafjorden. Hällristningarna vid Altafjorden återfinns sedan 1985 på Unescos världsarvslista.

## Historia

### Fornminnen

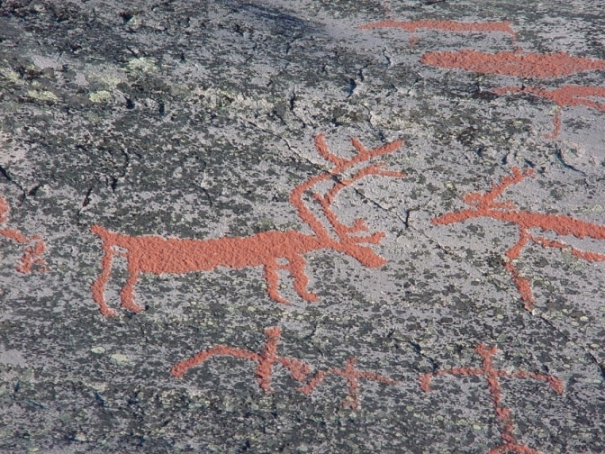
Hällristningarna i Alta.

Alta är känt för ortens hällristningar, vilka är världsarv sedan 1973. Alta har norra Europas största antal hällristningar och grottmålningar skapade av jägarfolk, daterade till omkring 5200 före Kristus. De först hittade hällristningarna var den så kallade Pippistenen som upptäcktes 1969 på gården Langnes söder om Isnestoften.
Alta är också känt för fynd från stenåldern och har gett namn till det som tidigare kallades komsakulturen och som idag benämns "äldre stenålder i Finnmark". Dessa fynd är upp till 9.000 år gamla.

### Före 1700
Alta nämns första gången i skriftliga källor år 1520 och var då bebodd av kustsamer som levde på jakt, fisk och husdjur. Området var gemensamt skatteområde för Danmark-Norge, Sverige och Ryssland. Mot slutet av 1500-talet pågick konflikter mellan Sverige och Danmark om rätten att beskatta laxfisket i Altaälven och 1611 anlade den danska kungen en befästning på Årøya för att hålla svenskarna borta. Först vid freden i Knäred 1613 fastslogs att Alta och de andra fjordområdena skulle tillhöra Danmark-Norge. Vid denna tid hade de första norrmännen börjat bosätta sig inne i Altafjorden med början på västra sidan och på Årøya.

### 1700-talet
Allt tillhörde Sørvær socken men efter det att fisket misslyckades och befolkningen på kusten minskade i antal, samtidigt som Alta upplevde en viss tillväxt, flyttades tyngdpunkten i socknen till inlandet. Under åren 1692-94 blev Altafjordens första kyrka byggd på Årøya (flyttad till Talvik 1705) och Alta blev huvudförsamling. I Talvik etablerades även Alten Handel något år tidigare. Runt år 1700 började den kväniska invandringen till Alta på allvar på grund av krig och hungersnöd i Finland. Kvänerna tog med sig spannmålsodling och förbättrade älvfiskemetoder och slog sig ner runt Elvebakken.
År 1739 flyttade guvernören från Vardø till Alta och byggde Altagård som residens. Byggnaden var guvernörens säte fram till 1815. Handelsmonopolet upphävdes 1789 och det upprättades ganska snart handelsplatser i Bossekop, Djupvik i Leirbotn, Rivarbukt, Sopnes och Komagfjord. I slutet av 1700-talet hade befolkningen i Alta ökat från 350 till närmare 2.000. År 1801 var 54% samer, 29% norrmän och 18% kväner..

### 1800-talet
År 1826 påbörjade det engelska gruvbolaget Alten Copper Mines gruvdrift i Kåfjord. Många gruvarbetare kom till Kåfjord från Finland, Sverige och gruvområden i södra Norge som Røros och Folldal. Under gruvtiden var Kåfjord den folkrikaste platsen i Finnmark. Gruvsamhället var en smältdeg mellan olika kulturer med hotell, värdshus, skola, teater, arbetarbaracker och direktörsbostäder. Kåfjords kyrka från 1837, som inte brändes ner under krigen, visar inspiration av engelsk arkitektur. Från 1837 var det också gruvdrift i Raipas, men 1878 blev gruvdriften nerlagd på både platserna. Den svenskägda gruvbolaget Kobbergruber drev senare malmbrytning under åren 1896-1908, men lade sedan ner den.
Många av gruvarbetarna reste sedan till USA, men andra började redan på 1830-talet att kombinera gruvarbetet med jordbruk. På det sättet så blev de stora dalarna i inre Alta, Mathisdalen, Storelvdalen, Eiby och Tverrelvdalen uppodlade. En annan näring som växte upp var skidturism.
Under 1800-talet utvecklades pomorhandeln som en viktig näringskälla för altaborna. Norsk fisk byttes mot rysk säd. Denna handel slutade med den ryska revolutionen.
År 1857 blev Alta socknen delad i Alta och Talvik och 1862 skedde samma sak med kommunen. Kåfjord hade varit en egen församling sedan 1837. Den katolska kyrkan hade sin Nordpolmission i Alta och mot slutet av 1800-talet fick den læstadianska väckelsen större framgång och speciellt bland kvänerna i Elvebakken.

### Andra världskriget
Alta och fjorden Kåfjord är också känt för försöket att sänka det tyska slagskeppet Tirpitz, då skeppet fick så stora skador att man lämna fjorden. Skeppet seglade till Tromsö för att repareras.
Alta brändes ner av tyskarna hösten 1944 och den enda byggnaden i dåvarande Alta som inte brändes ner var Alta kyrka. Också kyrkor i bland annat Talvik och Kåfjord sparades. Befolkningen evakuerades söderut och blev mottagna av värdfamiljer från olika delar av landet. Efter befrielsen av Norge flyttade befolkningen tillbaka, några så tidigt som våren 1945. De som kom tillbaka sommaren 1945 fick bo i tält medan de byggde upp husen igen på de gamla tomterna. Många hus blev också byggda av bräder hittade på Alta flygplats, vilken hade byggts av tyskarna under kriget.

### Alta-konflikten
Under 1970-talet och in på 1980-talet stod Alta och Kautokeino kommuner i centrum för en långvarig strid mellan naturvårdsvänner och samer på den ena sidan och norska regeringen på den andra. Detta ledde bland annat till Norges största polisaktion efter andra världskriget i januari 1981, när omkring 600 poliser sattes in för att avhysa fastkedjade demonstranter i en civil olydnadsaktion vid Stilla i närheten av det påbående bygget av Alta kraftverksdamm. Kraftverket blev byggt, men Altakonflikten ledde till omläggning av den norska samepolitiken.

### Administrativ historik
Alta kommun bildades på 1830-talet, samtidigt med flertalet andra norska kommuner. 1863 delades kommunen varvid Talviks kommun bildades. 1964 slogs dessa två kommuner samman igen.

## Geografi

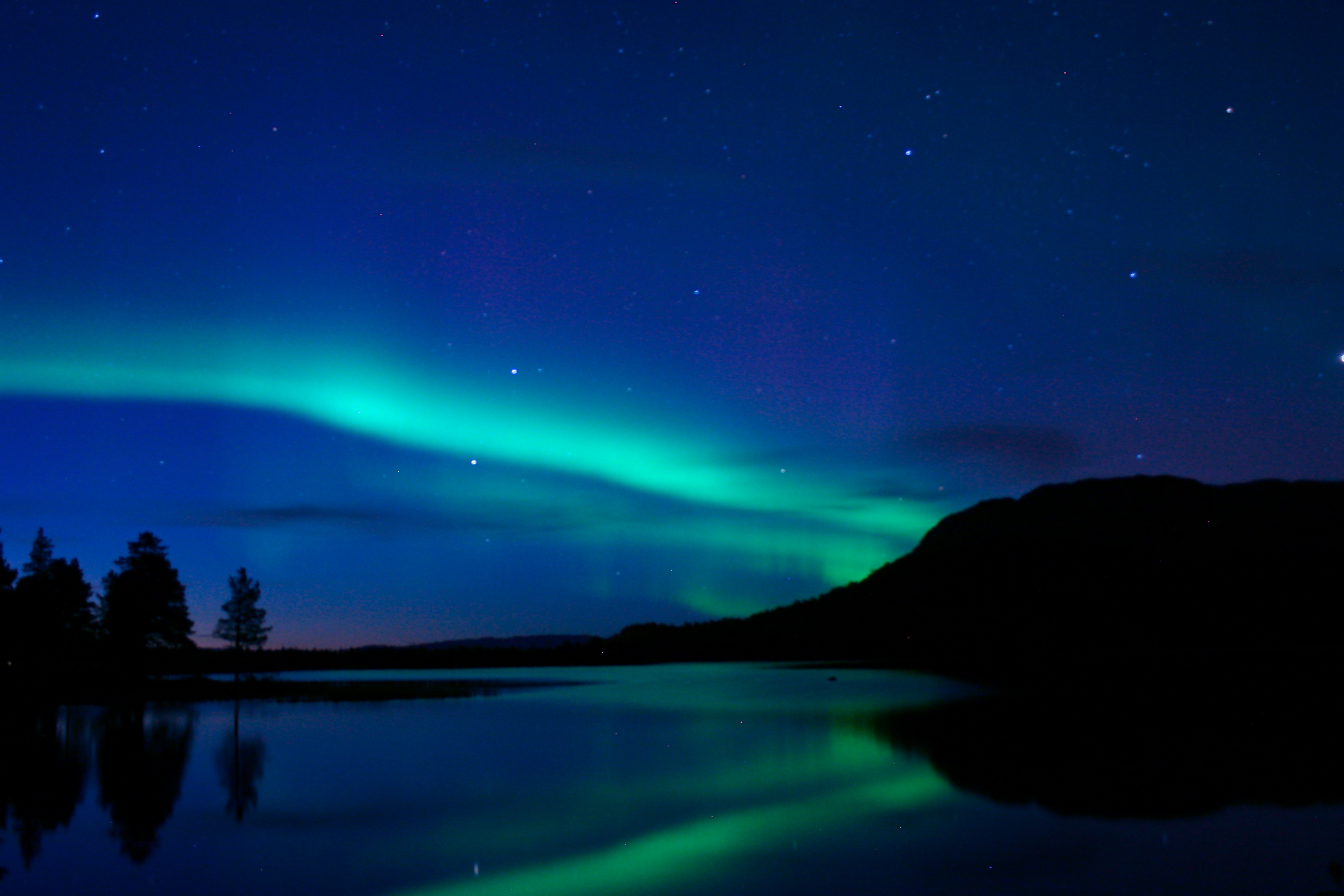
Bild av norrsken tagen vid Lillevannet i Kvenvik utanför Alta.

### Topografi
Alta kommun omfattar i stort sett allt land runt Altafjorden. Denna fjord har många sidofjorder inom kommunen. Mellan Stjernøya och fastlandet ligger Stjernsundet, mellan Seiland och fastlandet Vargsundet, och mellan de båda öarna Rognsundet, som delvis ligger inom kommunen. Dessa tre sund förbinder Altafjorden med havet. Mot väst skjuter den långe och smala Langfjorden in. Längre in i själva Altafjorden finns Isnestoften, Talvik och längst in i sydväst Kåfjorden. På östsidan av fjorden finns flera mindre fjordar, varav från norr Lille och Store Lerresfjord, Komagfjord, Korsfjord, Skillefjord, Leirbotn och, i sydöst, Rafsbotn.
Årøya, den enda ön av betydelse inne i fjorden, ligger mellan Skillefjord och Leirbot, avskild från fastlandet av Årøysundet.
Mellan Kåfjorden och Rafsbotn längst inne i fjorden sticker landet ut en liten bit där Altaälven har sitt utlopp i fjorden. Altaälven flyter i Altadalen eller Storelvdalen, med sidoälven Eibyelva. Litet längre öst ligger Tverrelva och Tverrelvdalen, samt Transfarelva och Transfarelvdalen. Väster om Altaälven rinner Mathiselva, vilken mynnar i Kåfjorden. Längre ut i fjorden på västsidan finns Vassbotndalen innanför Talvik, med Storvatnet. I botten av Langfjorden ligger Bognelvdalen, som skjuter rätt söderut.
De högsta fjällen i Alta kommun ligger på västsidan av fjorden. Högst är Haldde vid Kåfjord (1.149 meter över havet). Flera fjälltoppar är över 900 meter höga, bland andra sådana på Seiland (1.079 meter) och på Stjernøya (914 meter). Fjällen på östsidan är lägre: Sjelden är till exempel 700 meter högt. Mot sydöst sträcker sig kommunen mot Finnmarksvidda, med insjön Iešjávri.
Den allra största delen av Alta kommuns yta på 3.849 km² är fjäll och bergstoppar. 223 km² (5,7 %) utgör skogsmark och 20 km² (0,5%) är jordbruksmark.

### Klimat
Klimatet för Alta är ett klimat mellan kust- och inlandsklimat. Under vintern blir det sällan kallare än -25 °C, och på sommaren sällan över 25 °C. Sommaren kan bli ovanligt varm för ett område så långt i norr och några dagar i slutet av juli och början av augusti är medeltemperaturen oftast högre än i Trondheim. Till skillnad till områden längre söderut är det speciellt våren som är kall och kommer sent. Medeltemperaturen för januari är -8,7 °C och för juli 13,4 °C och för hela året är den 1,3 °C. Under ett normalår faller det omkring 400 mm nederbörd, alltså något mer än hälften än i Oslo.

## Demografi
Alta kommuns befolkning har stigit i jämn takt de senaste hundra åren, från en befolkning på 4.995 år 1910 till 18.680 år 2010. Befolkningsökningen ligger på 1,3% per år.

### Tätorter
I Alta kommun finns fem tätorter:
- Alta (centralort)
- Amtmannsnes
- Rafsbotn
- Talvik
- Tverrelvdalen

Kommunens centralort Alta är Finnmarks störta tätort med 14.439 invånare 2012. Den ligger inne i Altafjorden och nederst i Altadalen. Altas gamla centrum utgjordes av de två byarna Bossekop och Elvebakken som ligger cirka sex kilometer från varandra. Dagens Alta domineras mer och mer av det nya Alta centrum ,som ligger mitt i staden. 
År 2013 har Alta fått en ny kyrka, Norrskenskatedralen.
Både Rafsbotn och Tverrelvdalen ligger omkring 15 kilometer från Alta.

### Partisympatier
Alta har traditionellt lutat åt vänster politiskt och sedan kriget haft socialdemokratiskt styre. Vid valet 2011 bildades en koalition med Høyre, Fremskrittspartiet, Kystpartiet och Venstre med en majoritet på 56%, eller 21 av 35 ledamöter. Till valresultatet bidrog sannolikt Høyres motstånd mot trängselskatt.  
| Valdistrikt         | Arbeiderpartiet | Sosialistisk Venstreparti | Senterpartiet | Kristelig Folkeparti | Venstre | Høyre     | Fremskrittspartiet | Kystpartiet | Samefolkets Parti | Antal röstberättigade | VDT       |
| 2011 Alta 2013 Alta | 29,0 32,4       | 7,6 4,4                   | 1,8 2,4       | 4,1 3,8              | 7,5 6,0 | 26,9 19,3 | 11,5 20,9          | 10,2 2,1    | 1,4 -             | 8341 13683            | 59.9 70,6 |

### Utbildning
I Alta ligger Alta videregående skole som är Finnmarks största gymnasieskola, med över 1 000 elever, 200 anställda och 31 000 m² byggnader.. Høgskolen i Finnmark har campus i Alta, Hammerfest och Kirkenes och har uppemot 2.000 studerande.

### Försvar
Tidigare höll Alta bataljon till i Alta. Numera har försvaret lagt ned sin tidigare verksamhet i Altagård, varefter Heimevernet flyttade in i dess lokaler. Hemvärnet har dock 2005 flyttat till Porsanger.
Altagård blev från början byggt som antmannbolig 1740 och förvandlades senare till sjukhus. År 1856 började Altagård användas som en katolsk kyrka och försvaret övertog byggnaden 1900. I dag äger Alta kommun huset och använder det som kontor.

### Kommunikation
Staden Alta har goda kommunikationer. Alta hamn är ett nav för fraktfartyg. Europaväg 6 går genom Alta från Kirkenes till Narvik och Europaväg 45 går söderut mot Kautokeino och gränsen till Finland. Tidigare lade Hurtigruten till i Alta, men denna rutt lades ned hösten 2010.
Alta flygplats trafikeras av SAS som flyger till Oslo och Tromsö, Norwegian som flyger till Oslo samt Widerøe som flyger till Tromsö, Hammerfest, Vadsø, Kirkenes, Berlevåg och Båtsfjord. Det går även dagliga bussturer mellan Alta till Tromsö och vidare till Narvik och Bodö.

## Näringsliv
Traditionellt har Alta varit en samhälle med småbrukare och skidfarare. Många har livnärt sig på småbruk med kor och får, där männen har jobbat hemma på sommaren och på fjället på vintern. Säljakt på Norra ishavet har också varit en viktig näring i Alta och flera kända ishavsskeppare kommer därifrån, bland andra Karl Wirkola och Nils Thomassen. Alta präglas idag av många företag och entreprenörer inom byggnadsverksamhet och industri. Statoils gasterminal på Melkøya har också tillfört Alta många nya arbetstillfällen.
Staden Alta är ett handelscentrum för Vest-Finnmark.

### Turism
Alta har arrangerat det årliga Finnmarksloppet sedan 1981.

## Socknar
Inom Norska kyrkan är Alta kommun indelad i två socknar:
- Alta socken
- Talviks socken

Socknarna ingår i Alta prosteri i Nord-Hålogalands stift.

## Bilder

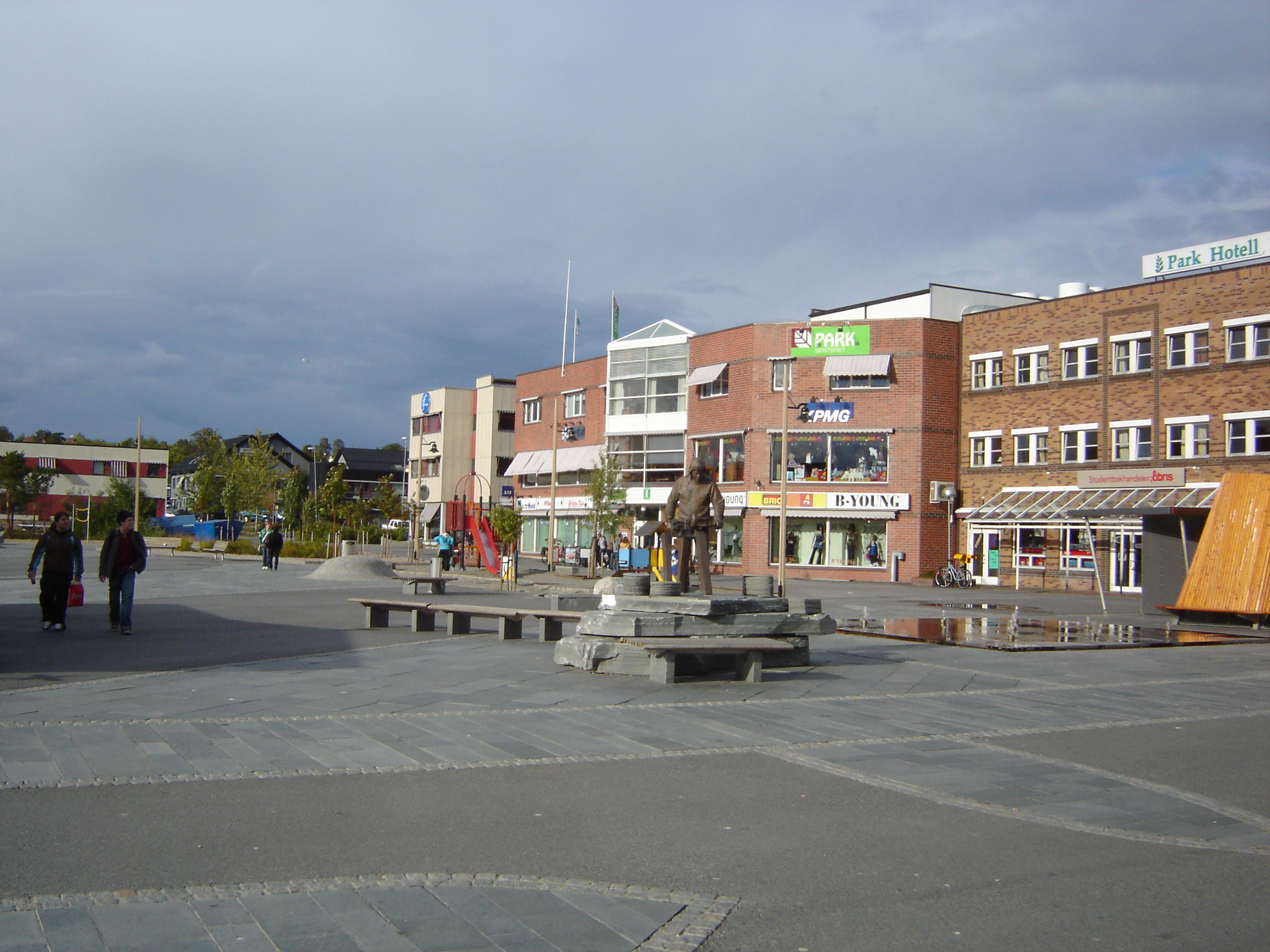
Alta centrum.
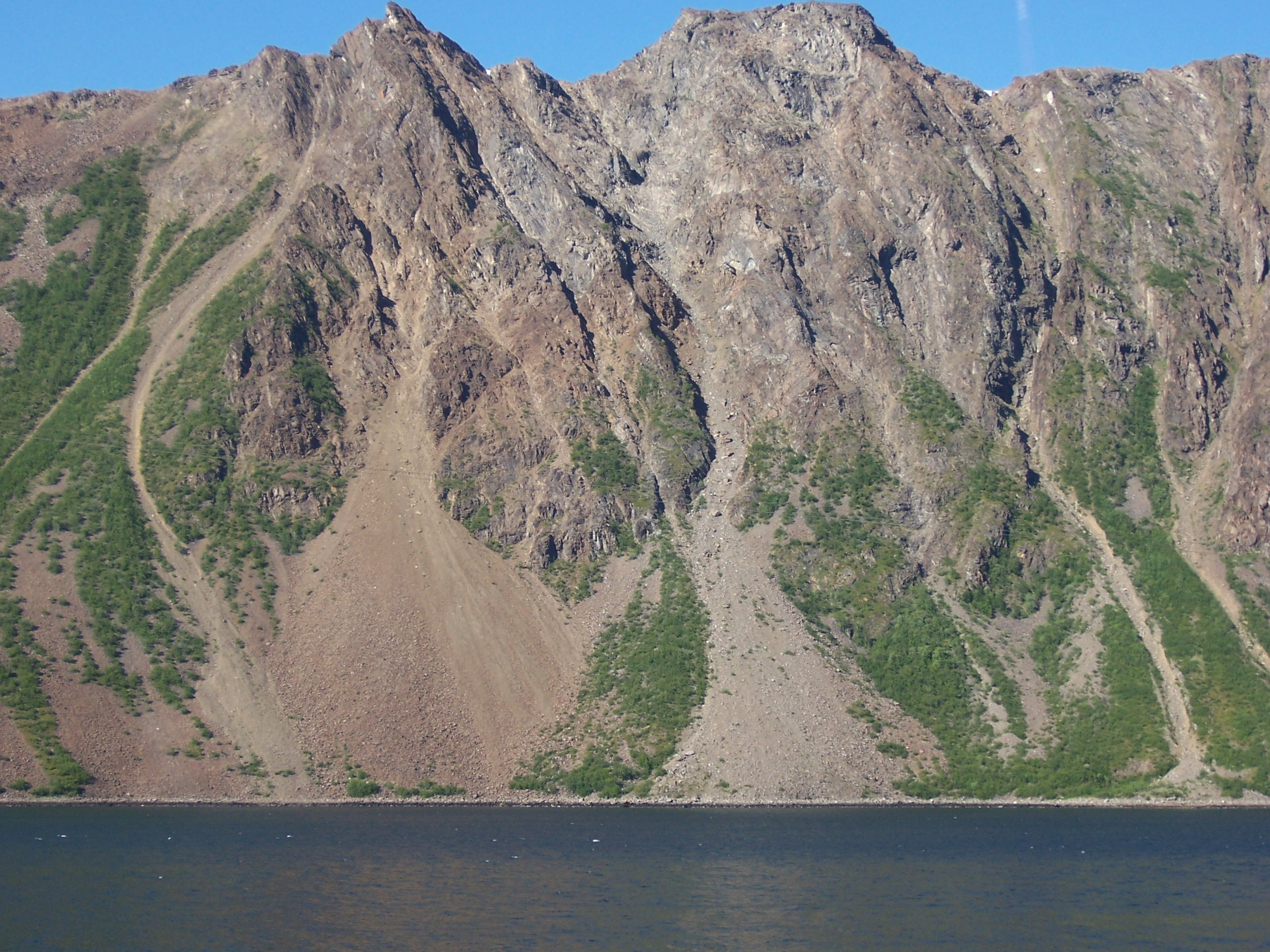
Langfjorden.
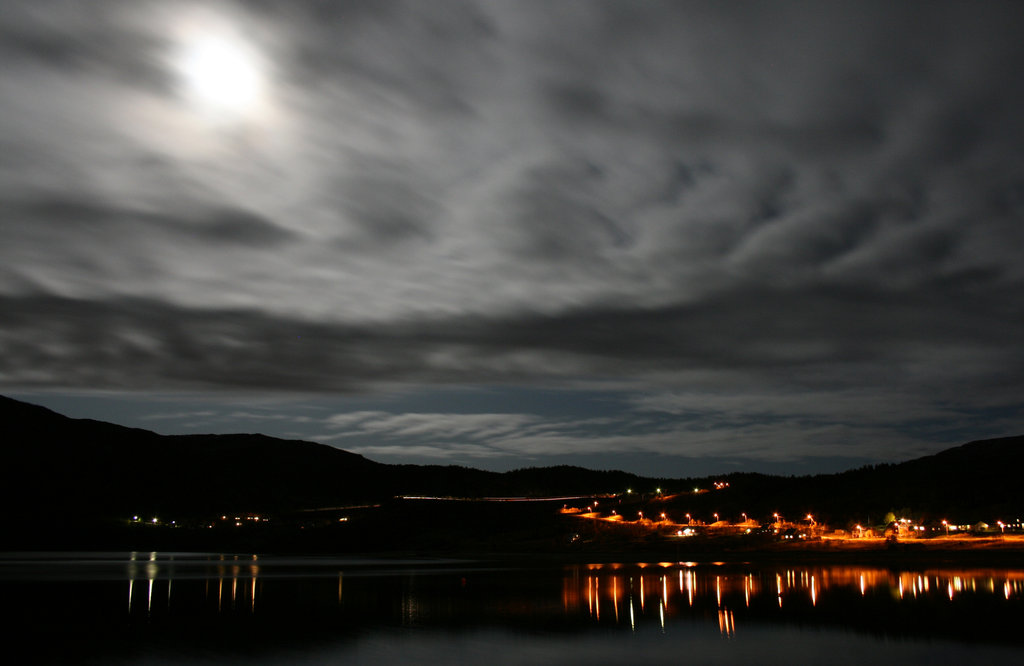
Kvenvik nattetid.
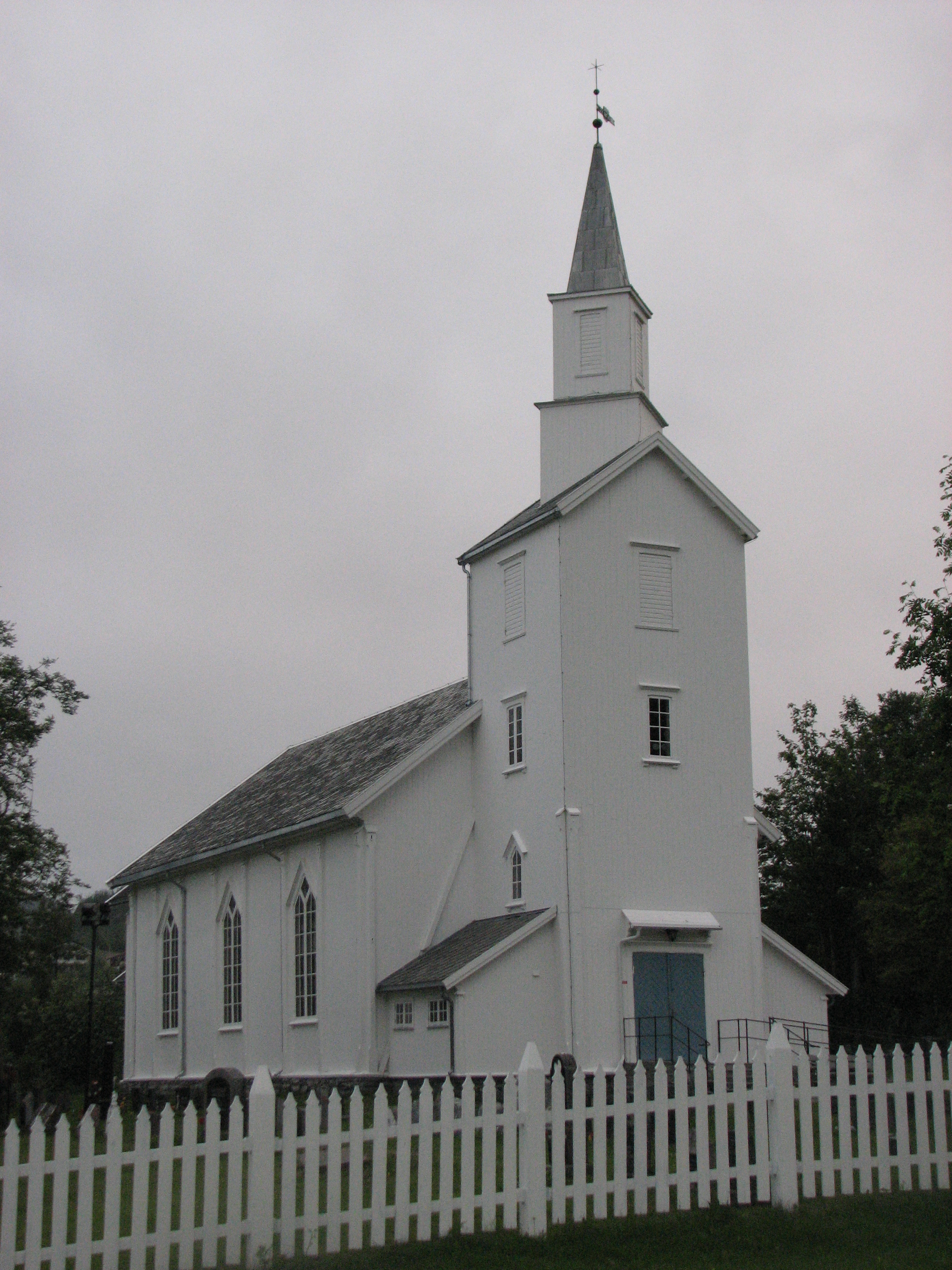
Talviks kyrka.